# Смогоржевская, Лидия Алексеевна
Смогоржевская Лидия Алексеевна (девичья фамилия — Ягница; 1926—2010) — советский и украинский паразитолог, специалист по гельминтам птиц (прежде всего нематодам), основоположник орнитогельминтологического направления исследований на Украине, доктор биологических наук (1980), лауреат премии имени И. И. Шмальгаузена НАН Украины (1995). Автор около 100 научных работ, в том числе 7 монографий, одна из них в серии «Фауна Украины» (1990). Описала несколько новых для науки видов гельминтов птиц.

## Биография
Родилась 4 апреля 1926 года в Киеве. В годы оккупации Киева во время Великой Отечественной войны семья пережила в своей усадьбе на окраине города. От немецкого плена её спас фельдшер, который жил неподалеку, и выписывал справки о непригодности к работе в Германии. По окончании войны, после окончания школы хотела стать геологом. Она даже подала документы на геологический факультет, однако по состоянию здоровья из-за больного сердца, она не была зачислена. Лидия выбрала биологию. В 1946 году поступила на биологический факультет Киевского государственного университета им. Т. Г. Шевченко. С первых студенческих лет была активным участником научного кружка при кафедре беспозвоночных животных, которой в те годы руководил А. П. Маркевич. Практически сразу объектом научных исследований стали гельминты птиц. Под руководством Александра Маркевича и Веры Павловны Коваль она начинает заниматься гельминтами птиц. После окончания университета, несмотря на рождение дочери в 1950 году, поступает в аспирантуру при кафедре беспозвоночных (1951—1954).
Диссертационная работа «Гельминтофауна рыбоядных птиц долины Днепра», которая была защищена ею в 1955 году, начала орнитогельминтологическое направление исследований на Украине. Диссертационная работа представляла собой глубокое всестороннее эколого-паразитологическое исследование гельминтов одной из наиболее важных групп птиц крупного региона Украины. Собранный ею материал в дальнейшем стал основой фондовой коллекции гельминтов птиц Института зоологии НАН Украины. После защиты диссертации преподает на кафедре беспозвоночных Киевского университета. В 1959 году перешла на работу в Институт зоологии Академии наук Украины на должность младшего научного сотрудника, и последующие годы её научная деятельность была связана с этой научным учреждением. В то время приоритет в Академии наук отдавался изучению паразитов домашних животных, и Лидия Алексеевна была включена в работы по изучению гельминтов птиц в хозяйствах на юге Украины, а затем исследовала и весь комплекс гидрофильных птиц. Продолжая исследования нематод, другие группы — цестод, трематод и скребней она распределила между своими учениками, создав высококвалифицированную группу. Работа в этой области послужила основой для написания ею раздела «Методы прижизненной диагностики главнейших гельминтозов домашних птиц» в коллективной монографии "Методы изучения паразитологической ситуации и борьба с паразитозами сельскохозяйственных животных (1961). В 1963—1974 и 1989—1991 годах она возглавила лабораторию гельминтологии. Взяв за основу свою книгу «Гельминты водоплавающих и болотных птиц фауны Украины» и добавив анализ структуры, сезонных и возрастных изменений, региональных особенностей гельминтофауны она представила свою работу как диссертацию на соискание степени доктора биологических наук. Защита прошла успешно в 1980 году в Алма-Ате. С 1971 года к объектам исследований Смогоржевской добавились нематоды сухопутных птиц Украины.
Во время работы в Институте зоологии им. И. И. Шмальгаузена НАН Украины и вплоть до выхода на пенсию в 1996 году являлась сотрудником отдела паразитологии и занимала разные должности, в частности в 1963—1974 и 1989—1991 годах была заведующей лабораторией гельминтологии.

## Научная деятельность
Библиография включает более 100 работ, причем 7 монографических. Одна из них, «Гельминты водоплавающих и болотных птиц фауны Украины» является «настольной книгой» для орнитогельминтологов. Приняла участие в качестве соавтора в таких коллективных монографиях, как «Определитель паразитов позвоночных Черного и Азовского морей» (1975), «Нематоды и акантоцефалы птиц Причерноморских и Прикаспийских районов» (1983), «Колониальные гидрофильные птицы юга Украины: Ржанкообразные» (1988).
Часть материалов по нематодом сухопутных птиц Украины были включены в монографической работе «Акуариоидеи (Acuaioidea). Фауна Украины. Т. 32. Нематоды. Вып. 3», которая получила широкое признание зарубежными коллегами. Следует также отметить участие Смогоржевской в подготовке издания "Атлас природных условий и естественных ресурсов Украинской ССР (1978).
Научные заслуги были памятной медалью Совмина СССР к 100-летию академика К. И. Скрябина, научной премией им. И. И. Шмальгаузена НАН Украины, медалью «Ветеран труда».